# Escadabiidae
Escadabiidae – rodzina pajęczaków z rzędu kosarzy i podrzędu Laniatores zawierająca tylko 10 opisanych gatunków.

## Opis
Przedstawiciele tej rodziny osiągają około 3 mm długości ciała i posiadają drobne szczękoczułki.

## Występowanie
Rodzina neotropikalna. Wszystkie gatunki są endemitami Brazylii.

## Nazwa
Nazwa rodzajowa Escadabius pochodzi od nazwy miejscowości Escada (stan Pernambuco) i starogreckiego bios oznaczającego żyć.

## Systematyka
10 opisanych gatunków należy do 6 rodzajów
- Rodzaj: Baculigerus Soares, 1979
  - Baculigerus litoris Soares, 1979

- Rodzaj: Brotasus Roewer, 1928
  - Brotasus megalobunus Roewer, 1928

- Rodzaj: Escadabius Roewer, 1949
  - Escadabius schubarti Roewer, 1949
  - Escadabius spinicoxa Roewer, 1949
  - Escadabius ventricalcaratus Roewer, 1949

- Rodzaj: Jim Soares, 1979
  - Jim benignus Soares, 1979

- Rodzaj: Recifesius Soares, 1978
  - Recifesius pernambucanus Soares, 1978

- Rodzaj: Spaeleoleptes Soares, 1966
  - Spaeleoleptes gimli Pereira, Gallão, Bichuette & Pérez-González, 2024
  - Spaeleoleptes spaeleus Soares, 1966